# Кушнарь, Юрий Васильевич
Юрий Васильевич Кушна́рь (род. 2 августа 1956, Благовещенск) — российский государственный и политический деятель.
С 23 октября 2014 по 23 сентября 2016 года был членом Совета Федерации от законодательной власти Амурской области.
С 14 декабря 2011 по 23 октября 2014 года — депутат Законодательного Собрания Амурской области VI созыва, избранный по списку партии «Единая Россия». С 18 сентября 2016 года — депутат Законодательного Собрания Амурской области VII созыва, избранный в одномандатном округе и выдвинутый партией «Единая Россия».

## Биография
Родился 2 августа 1956 года в городе Благовещенске.
В 1980 году окончил Киевский институт инженеров гражданской авиации (КИИГА).
С 1980 до 1983 года работал инженером узла радионавигации аэропорта города Зеи (Амурская область). С 1983 по 1987 годы занимал должность первого секретарь Зейского райкома ВЛКСМ. После до 1990 года был заместителем начальника Зейского ГРОВД. С 1990 по 1991 годы Кушнарь имел пост заместителя председателя Зейского горисполкома.
С 1991 по 1997 годы работал в банковском бизнесе. В этот же период (в 1994 году) окончил Московскую государственную юридическую академию (МГЮА).
С 1997 по 1998 годы — заместитель главы Администрации Амурской области.
В 1998 году стал руководителем аудиторской компании ООО «Аудит-проект».
Принял участие в выборах в Законодательное Собрания Амурской области VI созыва по списку партии «Единая Россия», был 2 номером в региональной группа № 32 (Сковородинская районная). Изначально избран не был, однако далее занял вакантное место отказавшегося от мандата Алексея Тарасова (который был 1 номером в этой региональной группе). Вошёл в состав фракции «Единая Россия» в Законодательном собрании региона.
В октябре 2014 года сложил полномочия сенатора от законодательной власти Амурской области сложил с себя Павел Масловский. Спикер амурского парламента Константин Дьяконов выдвинул на освободившийся мандат Юрия Кушнаря. Также свою кандидатуру выдвинул член фракции ЛДПР в заксобрании Денис Чубаров. В итоге 22 депутата проголосовали за Кушнаря, Чубарову достались 12 голосов. Сразу после объявления итогов Дьяконов подписал постановление о наделении Кушнаря новыми полномочиями представителя законодательной власти области в верхней палате российского парламента. 17 ноября 2014 года Заксобрание Приамурья сняло с нового сенатора депутатские полномочия регионального парламентария c 23 октября 2014 года.
С 23 октября 2014 по 23 сентября 2016 года член Совета Федерации Федерального Собрания Российской Федерации от законодательной власти Амурской области. С 1 марта 2016 по 23 сентября 2016 года занимал должность заместителя  председателя комитета Совета Федерации по аграрно-продовольственной политике и природопользованию.
В 2016 году выдвинут амурским региональным отделением «Единой России» на должность депутата Законодательного Собрания Амурской области. Избран депутатом заксобрания, победив в Сковородинско-Магдагачинского одномандатном округе, набрав 4 048 или 30,56 % голосов избирателей. В связи с этим 28 сентября 2016 года Совет Федерации досрочно прекратил полномочия Юрия Кушнаря в качестве сенатора с 23 сентября 2016 года.
26 сентября 2016 года назначен председателем комитета Законодательного Собрания по вопросам экономики и собственности области.
С 20 декабря 2016 года Юрий Кушнарь также назначен заместитель председателем Законодательного Собрания, тем самым совмещая две должности.
Несмотря на то, что его политическая карьера связана с партией «Единая Россия», в самой партии не состоит, а является её сторонником.

## Семья
Женат.